# Pfaffenhofen (Württemberg)
Pfaffenhofen er en by i den tyske delstat Baden-Württemberg, som ligger i kreisen Heilbronn. Pfaffenhofen har 2.379 indbyggere (2006).